# Sean Stewart
Sean Stewart (* 2. Juni 1965 in  Lubbock, Texas) ist ein US-amerikanisch-kanadischer Science-Fiction- und Fantasy-Autor.

## Leben
Zwar in Texas geboren, verschlug es ihn im Alter von 3 Jahren nach Edmonton, Alberta, Kanada. Von der dortigen Universität wurde ihm 1987 ein Honors degree in Englisch verliehen.
Seitdem hat er eine Reihe von Fantasy-Romanen veröffentlicht. Mit diesen teils recht realistisch anmutenden Werken hat er vor allem in Kanada großen Erfolg. Für seinen Roman Galveston erhielt er 1991 sowohl den World Fantasy Award als auch den Sunburst Award und damit auch weltweit größere Anerkennung. 1993 wurde er von den Crime Writers of Canada mit dem Arthur Ellis Award in der Kategorie Best First Crime Novel ausgezeichnet.
Inzwischen lebt er mit seiner Frau und seinen zwei Töchtern in Davis, Kalifornien.

## Werk

### Resurrection Man Universum
- Resurrection Man, 1995

| Award  | Kategorie          | Platz        |
| ------ | ------------------ | ------------ |
| Locus  | Fantasy-Roman      | 5            |
| Aurora | Langform, Englisch | 2× nominiert |
- The Night Watch, 1997

Die Nachtwache, Argument, 1999, ISBN 3-88619-944-4
| Award | Kategorie     | Platz |
| ----- | ------------- | ----- |
| Locus | Fantasy-Roman | 20    |
- Galveston, 2000

| Award         | Kategorie     | Platz    |
| ------------- | ------------- | -------- |
| Locus         | Fantasy-Roman | 6        |
| World Fantasy | Roman         | Gewinner |
| Sunburst      | Roman         | Gewinner |

### Einzelromane
- Passion Play, 1992

Passionsspiel, Shayol, 2003/2004, (Online-Veröffentlichung)
Passionsspiel, Argument, 2005, ISBN 3-88619-343-8 (geplant, aber nicht veröffentlicht)
| Award  | Kategorie          | Platz    |
| ------ | ------------------ | -------- |
| Locus  | Debut              | 10       |
| Aurora | Langform, Englisch | Gewinner |
- Nobody's Son, 1993

Der schwarze Dolch, Argument, 2000, ISBN 3-88619-990-8
Der schwarze Dolch, Piper, 2005, ISBN 3-492-26564-2
| Award  | Kategorie          | Platz    |
| ------ | ------------------ | -------- |
| Aurora | Langform, Englisch | Gewinner |
- Clouds End, 1996

Schwester des Sturms, Argument, 2002, ISBN 3-88619-995-9
| Award | Kategorie     | Platz |
| ----- | ------------- | ----- |
| Locus | Fantasy-Roman | 14    |
- Mockingbird, 1998

Hexensturm, Piper, 2003, ISBN 3-492-26503-0
| Award         | Kategorie     | Platz     |
| ------------- | ------------- | --------- |
| Locus         | Fantasy-Roman | 3         |
| Nebula        | Roman         | nominiert |
| World Fantasy | Roman         | nominiert |
- Perfect Circle, 2004

| Award         | Kategorie     | Platz     |
| ------------- | ------------- | --------- |
| Locus         | Fantasy-Roman | 8         |
| Nebula        | Roman         | nominiert |
| Bram Stroker  | Roman         | nominiert |
| World Fantasy | Roman         | nominiert |
- Yoda: Dark Rendezvous, 2004

Star wars – Yoda, Pfad der Dunkelheit, Blanvalet, 2007, ISBN 3-442-24436-6
- Cathy's Book, 2006

Cathy's Book, Baumhaus, 2007, ISBN 978-3-8339-3800-9

### Kurzgeschichten
- Swanguard Palace (excerpt from Nobody's Son), 1992
- Puss at Play, 1994
- Monsters Contemplate the Revolution, 1995
- Don't Touch Me, 2000